# Homalodisca elongata
Homalodisca elongata är en insektsart som beskrevs av Ball 1936. Homalodisca elongata ingår i släktet Homalodisca och familjen dvärgstritar. Inga underarter finns listade i Catalogue of Life.